# Vilém Heckel
Vilém Heckel (21. května 1918 Plzeň – 31. května 1970 Huascarán) byl český fotograf a horolezec. Věnoval se propagační a krajinářské fotografii, zejména fotografování hor.

## Život a tvorba
Vilém Heckel se narodil v Plzni. Jeho otec Adolf Heckel (1888–1942) byl jeřábníkem v plzeňské Škodovce. Otcovy koníčky byly turistika a fotografie, oběma zásadně ovlivnil i svého syna. Vilém se vyučil fotografem v portrétním ateliéru Aloise Chmelíka v Plzni v roce 1936. Pracoval nejprve v menších fotografických ateliérech. Počátky své kariéry spojil s reklamní fotografií. Od roku 1937 byl zaměstnán u pražské firmy Indusfoto, brzy však svůj zájem obrátil směrem k divadelní fotografii a následně k reportáži. Působil v několika ateliérech, než se usadil jako průmyslový fotograf ve Zbrojovce Brno a u Československé obchodní komory v Praze. Zde strávil patnáct let. V roce 1949 byl přijat do fotografické sekce Svazu československých výtvarných umělců. V letech 1942 až 1956 žil v Radotíně. Oženil se a s manželkou Miladou měl dcery Evu a Helenu. Později s nimi bydlel v Černošicích.
Od roku 1953 se věnoval rovněž horolezectví. V roce 1956 se stal volným fotografem. Poprvé vystavoval v roce 1960 v Praze soubor fotografií z expedice na Kavkaz, které se zúčastnil v roce 1958. V roce 1962 se zúčastnil podruhé horolezecké výpravy na Kavkaz a v roce 1965 byl členem první československé expedice do Hindúkuše v Afghánistánu. V roce 1967 se zúčastnil horolezecké výpravy do Pákistánu a v roce 1970 československé expedice do Peru, kde zemřel se všemi dalšími členy výpravy při zemětřesení pod lavinou, která zavalila jejich tábor pod horou Huascarán.

## Knihy Viléma Heckela
- Naše hory, text Josef Kunský, Orbis : Praha, 1956
  - 2. Vydání, text Josef Kunský a František Kožík, Orbis : Praha, 1972
  - 3. Vydání, Orbis, Praha, 1974
- Cesty k vrcholům, text Miroslav Jedlička a Otto Jelínek, Státní tělovýchovné nakladatelství : Praha, 1956
- Gipfelsturmer, Artia, Praha, 1956
- Království slunce a ledu, Naši horolezci na Kavkaze, text Josef Štyrsa, Sportovní a turistické nakladatelství : Praha, 1965
- Climbing in the Caucausus, předmluva vůdce britské horolezecké výpravy na Mount Everest Lord John Hunt, Spring Books : Londýn, 1965
- Sonnige Bergwelt, text Ota Pavel, Artia : Praha, 1965
- Nápoj reků, fotoilustrace knihy Josefa Štyrsy, Státní nakladatelství dětské literatury : Praha, 1963
- Hory a lidé, text Ota Pavel, Sportovní a turistické nakladatelství : Praha, 1964
  - 2. vydání Sportovní a turistické nakladatelství : Praha, 1967
- Expedice Kavkaz, text Arnošt Černík, Svět sovětů : Praha, 1965
- Hindúkuš, text Jaromír Wolf, Sportovní a turistické nakladatelství : Praha, 1967
- Als Bergsteiger im Kausasus, text Arnošt Černík, Svět sovětů : Praha, 1968
- Krásy Československa, text Adolf Hoffmeister, Orbis : Praha, 1968
  - 2. vydání, Orbis : Praha, 1971
  - 3. vydání, Orbis : Praha, 1972
  - 4. vydání, Orbis : Praha, 1974
  - 5. vydání, Orbis : Praha, 1976
- Die Schönheit der Tschechoslowakei, Orbis : Praha, 1968
- Czechoslowakia, anglo-francouzsko-španělské vydání, Orbis : Praha, 1969
- Schody pod Vesmír, text Vlastimil Šmíd, Olympia : Praha, 1970
- Na ostrově krevní msty, fotografické ilustrace knihy Arnošta Černíka, Svoboda : Praha, 1970

### Filmy
- Hindúkuš – Kam pták nedoletí (1965), režie: Bedřich Roger, Krátký film Praha
- K vrcholu Tirič Miru (1968), režie: Bedřich Roger, Krátký film Praha

### Posmrtně vydané tituly
- Poslední hora, soubor 27 barevných fotografií z Peru, text Gustav Vlk, ČTK Pressfoto : Praha, 1972
- Cesta končí pod Huascaránem, poslední fotografie Viléma Heckela, v knize Jana Suchla, Olympia : Praha, 1972
- Má vlast, výběr fotografií Emanuel Kupčík, text verše českých a slovenských básníků, Orbis : Praha,1973
  - 2. vydání, Orbis : Praha, 1975
  - 3. vydání, Orbis : Praha, 1977
- Lidé, země, čas, průřez dílem Viléma Heckela, výběr fotografií a text Emanuel Kupčík, doslov Rudolf Skopec, Orbis : Praha, 1975
- Mariánské Lázně, text Evžen Veselý, ČTK Pressfoto : Praha, 1976
- Hrady a zámky v Čechách, text Jaromír Neumann, ČTK Pressfoto : Praha, 1981
- Vilém Heckel, výběr fotografií z celoživotního díla sestavil a slovem doprovodil Karel Dvořák, Panorama : Praha,1982
- Horolezecká zastavení, Vilém Heckel, Jaromír Wolf, Olympia : Praha, 1988
- Vilém Heckel – Štíty / Peaks, u příležitosti stejnojmenné výstavy, Czech Photo : Praha, 2006, ISBN 80-239-7058-5

## Výstavy
- 2006 Štíty Viléma Heckela, Galerie domu fotografie Josefa Sudka v Praze V roce 1972, rok po smrti Viléma Heckela uspořádali v Liberci jeho přátelé a příznivci výstavu na téma člověk a hory, složenou jak z prací samotného Heckela, tak dalších renomovaných fotografů. Výstava se setkala s nebývalým ohlasem, avšak její další pokračování na neoficiální bázi nemělo dlouhé trvání. V roce 2006 navázala na tuto iniciativu agentura Czech Photo, která z popudu Hlavního města Prahy a pod záštitou jejího tehdejšího primátora Pavla Béma obnovila soutěž Štíty Viléma Heckela. Soutěž se zařadila do tzv.“Velké trojky“ českých fotografických soutěží, k soutěži Frame a nejznámější Czech Press Photo.[3] Soutěž Štíty Viléma Heckela je rozdělena do tří kategorií – Člověk a hory, Venkovská a městská krajina a Člověk a životní prostředí. Cílem soutěže je propagovat aktivní kontakt člověka s přírodou, její poznávání a šetrné užívání. Jako mimořádné ocenění je v soutěži udílena Cena dcer Viléma Heckela, která se uděluje fotografii, která podle Evy a Heleny Heckelových nejvíce odpovídá duchu díla jejich otce.[4][5] Objevují se však i kritické hlasy k úrovni soutěže, která vykazuje klesající uměleckou tendenci a sklon ke komercionalizaci soutěžních snímků. Radek Burda, známý fotograf a mj. ředitel soutěže Photo Annual Awards a vydavatel Photo Art Magazine k tomu uvádí: „Jestliže moderní fotografie se dávno ve své sumě rozloučila s prvoplánově estetizujícím zobrazením, česká porota se ve Štítech vydala tou naší hezkou českou cestou. Hlavně ty KRÁSNÉ HORY prosím!“   a sérii vítězných fotografií ročníku 2011 komentuje: „Je sérií „kouzelně nádherných snapshotů“ z hor po celém světě. Fotek, které ničím neurazí, určitě dojmou, a které by jistě v době Viléma Heckela měly opodstatnění, byť i Vilém Heckel dokázal například ve své knize „Schody pod vesmír" pojmout už tehdy hory jinak a podat skutečně strhující fotografické sdělení O ZÁPASU člověka s horami.[6]“ O konání soutěže Štíty Viléma Heckela po roce 2011 nejsou v dostupných zdrojích dohledatelné zmínky. Agentura Czech Photo má ve svém současném portfoliu kategorie Czech Press Photo a Czech Nature Photo.[7] webové stránky soutěže www.stityheckel.cz nejsou ke dni editace příspěvku (12.11.2017) aktivní.
- 2012 Vilém Heckel neznámý, Muzeum Českého ráje v Turnově
- 2012 Jistíš mě? Horolezectví v Českém ráji, Muzeum Českého ráje v Turnově[8]
- 2014 Škoda očima Viléma Heckela, Škoda Muzeum, Mladá Boleslav, 29. 1. – 30. 6. 2014[9]
- 2016 Archiv Viléma Heckela, Galerie Fotografic, Stříbrná 2, Praha 1, 15. – 20. 11. 2016 – neznámé fotografie z archivu Viléma Heckela[10]
- 2018 Vilém Heckel 100, Západočeské muzeum, Plzeň, Kopeckého sady 2, 4. 10. 2018 až 27 . 1. 2019[11]
- 2019 Vilém Heckel 100+1, Lašské muzeum v Kopřivnici, 2. 4. – 23. 6. 2019
- 2020 Vilém Heckel – Kouzlo hor, [12] Dům Scheybalových, Jablonec nad Nisou, leden – 14. 3. 2020

## Galerie

Reklamní fotografie, padesátá léta
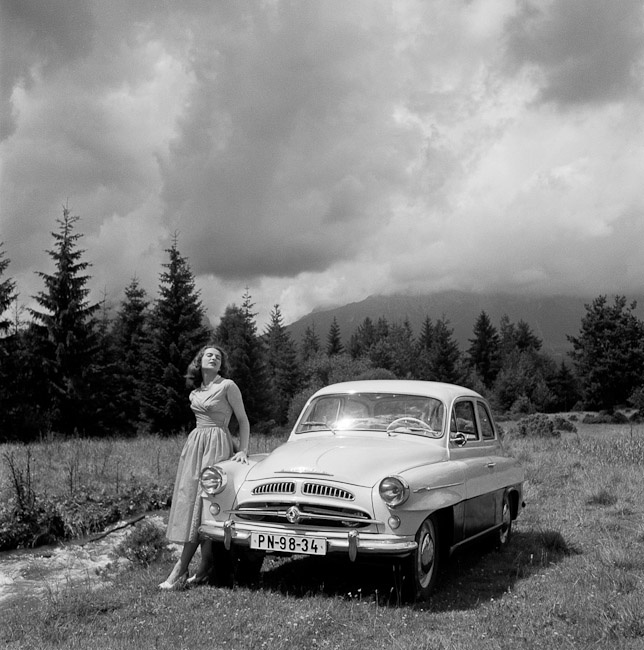
Škoda 440 (Spartak), 1955–1959
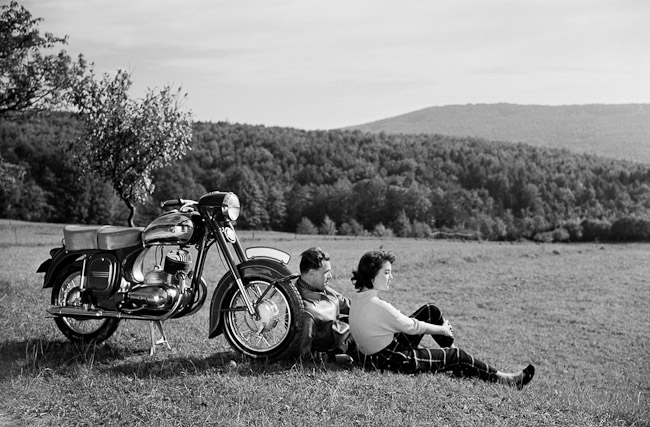
Jawa 250 typ 353, mezi 1954 a 1960
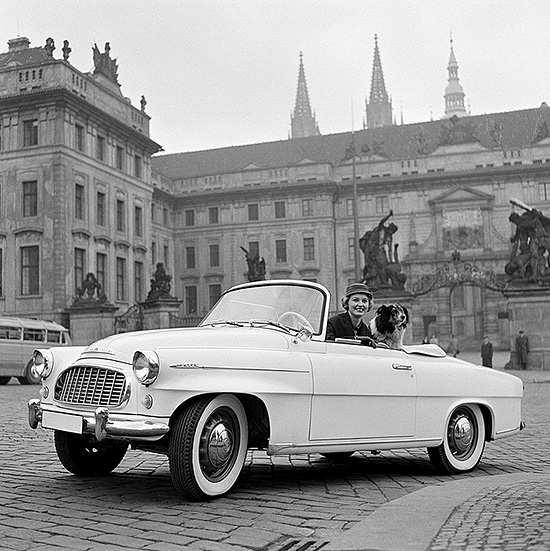
Charlotte Sheffieldová, Miss USA 1957 na reklamní fotografii Motokovu s vozem Škoda 450, 1957
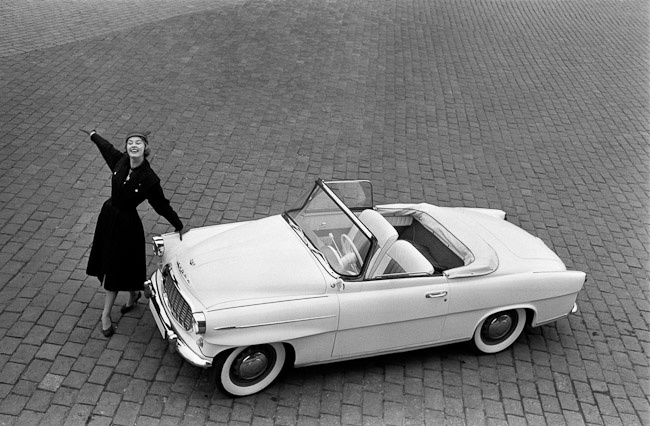
Charlotte Sheffield, Miss USA 1957 na reklamní fotografii Motokovu s vozem Škoda 450, 1957

Pískovce apod.
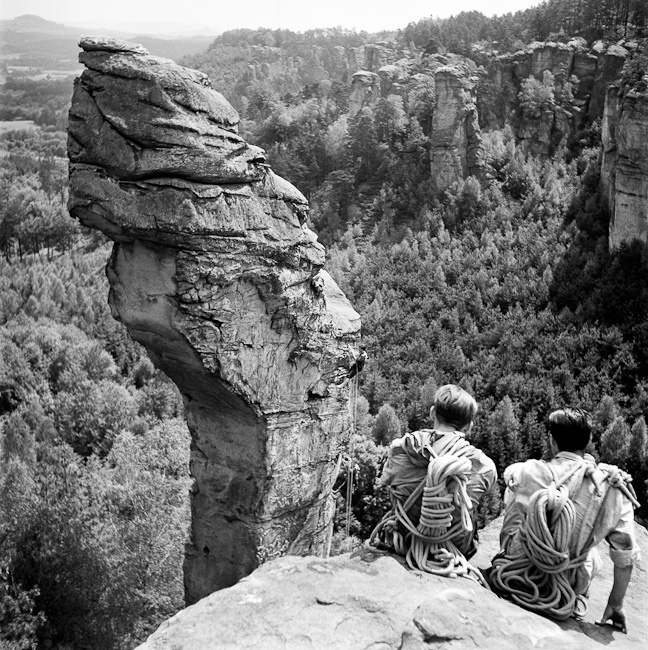
Příhrazy, Kobyla, asi 1959
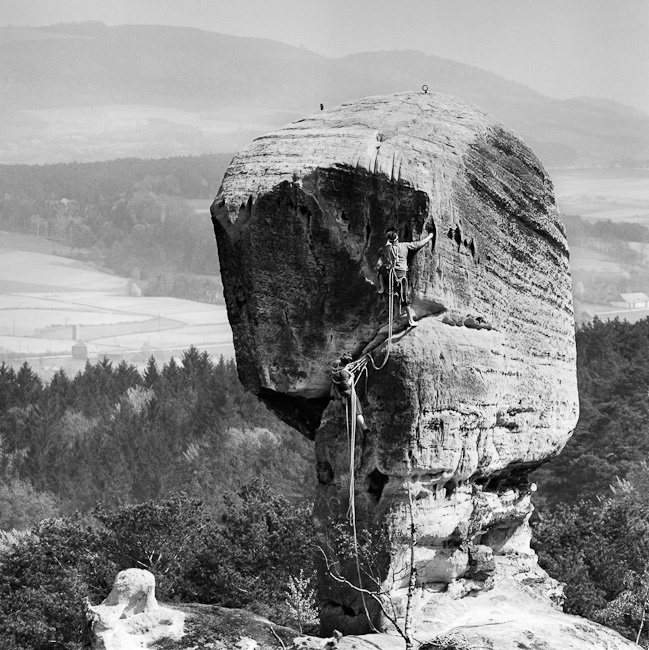
Skalák, Lebka, asi 1959
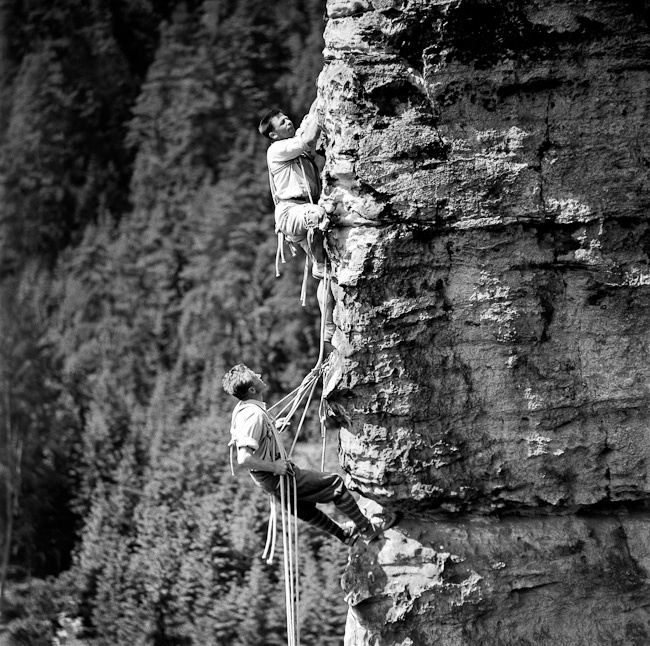
Skalák, Maják – Gotická hrana, lezci Svatoš a Cerman, 7. červen 1959
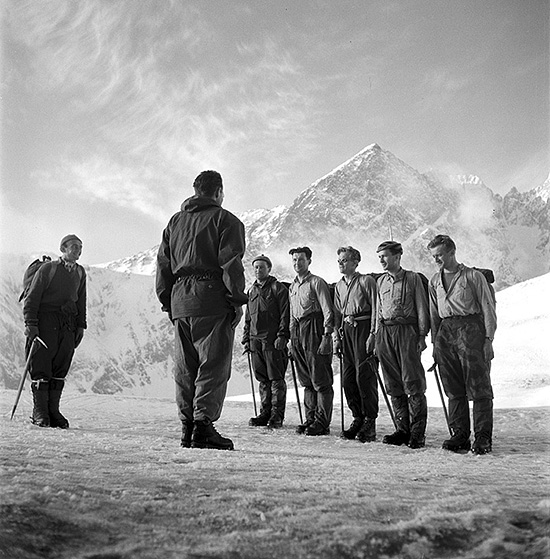
Zimní soustředění československého horolezeckého družstva, Vysoké Tatry, 1955

Hindúkuš 1965
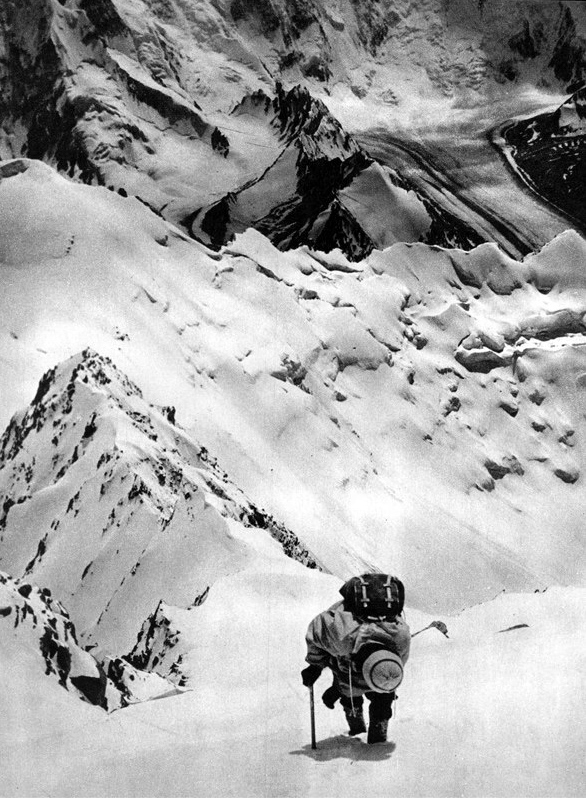
Hindúkuš, pod vrcholem Kala Pandži, 28.8.1965
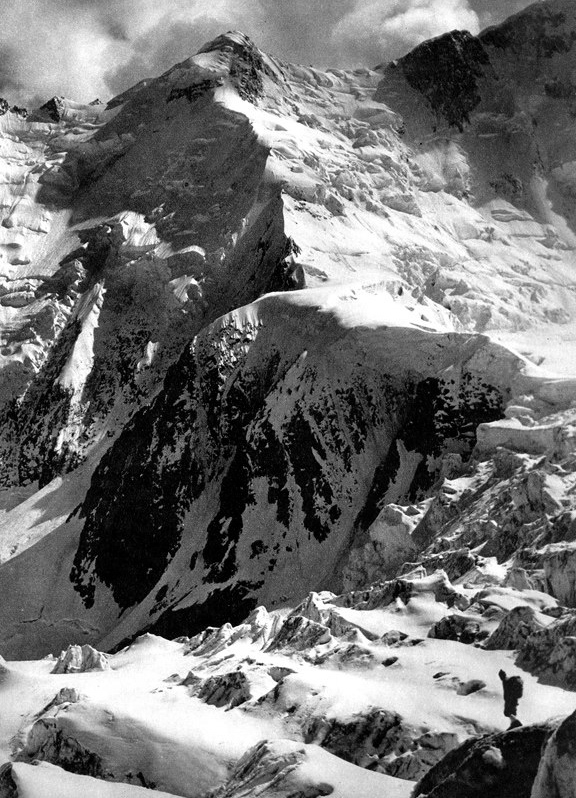
Hindúkuš, 1965
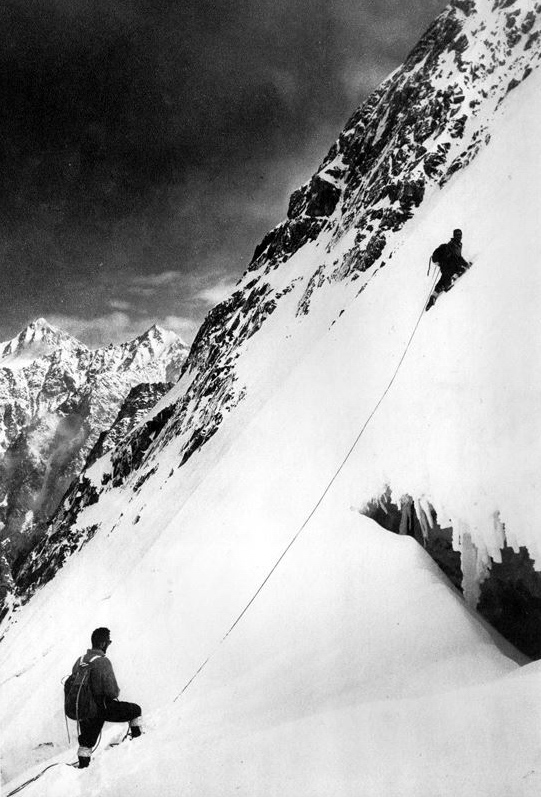
Hindúkuš, 1965, na obzoru Kala Pandža a Kúhi James
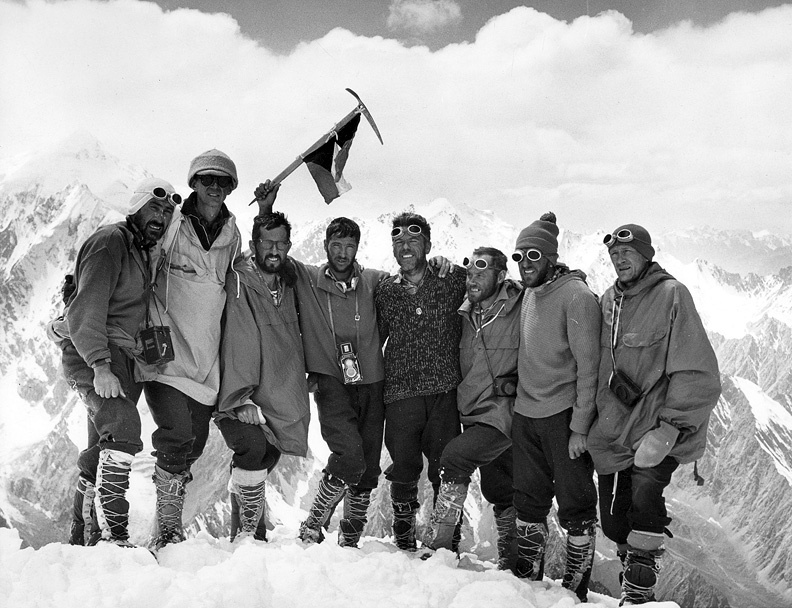
Hindúkuš, první československá horolezecká expedice, 1965